# Тиенанмън
„Тиенанмън“ (на традиционен китайски: 天安門廣場, на опростен китайски: 天安门广场, на пинин: Tiān'ānmén Guǎngchǎng, понякога изписван неправилно като „Тянанмън“) е площад в Пекин – столицата на Китай. Той е един от най-големите площади в света. Простира се на територия от 880 метра по посока север-юг и на 500 метра в направление изток-запад с обща площ 440 хиляди кв. метра. Събира около 1 млн. души. Площадът носи името на вратата „Тиенанмън“ (в буквален превод „Вратата на небесното спокойствие“), построена в северната част на площада, която го отделя от Забранения град. Площадът е символ на китайската нация и нейната душевност. Тук се намира мавзолеят на видния китайски политик Мао Дзъдун. Там се провежда ежегоден парад на китайската армия на 1 октомври – националния празник на Китайската народна република.
Придобива печална слава със студентските вълнения през юни 1989 г. и многобройните жертви при сблъсъка със силите на реда при тяхното потушаване.

## История
Строителството му започва през 1417 г. по време на династията Мин и е окончателно завършено през 1699 г. от династията Чин.